# Die Rakete zu den Planetenräumen
Die Rakete zu den Planetenräumen (en français : « La Fusée dans les espaces interplanétaires ») est un ouvrage scientifique écrit par le physicien et pionnier de l'astronautique allemand Hermann Oberth, publié en 1923 par l'éditeur R. Oldenbourg à Munich et Berlin. Considéré comme une œuvre fondatrice dans le domaine de la recherche spatiale, ce livre de 92 pages expose les bases théoriques et mathématiques de la propulsion par fusée et explore les possibilités des voyages interplanétaires. Initialement conçu comme une thèse de doctorat, rejetée par l'Université de Heidelberg en 1922, il a été publié à compte d'auteur avant de connaître un succès retentissant.

## Contexte et genèse
Hermann Oberth, né en 1894 à Hermannstadt (aujourd'hui Sibiu, Roumanie), s'intéresse dès son jeune âge aux voyages spatiaux, inspiré par les romans de Jules Verne. En 1922, il soumet sa dissertation intitulée *Die Rakete zu den Planetenräumen* à l'Université de Heidelberg, mais elle est refusée, jugée trop « utopique » par les professeurs, aucun d'entre eux ne se sentant qualifié pour l'évaluer. Oberth décide alors de publier son travail à ses frais en 1923, avec le soutien de l'éditeur R. Oldenbourg. Cette publication marque un tournant dans l'histoire de l'astronautique.

## Contenu
L'ouvrage est structuré autour de quatre grandes thèses principales, qui posent les jalons de la faisabilité des voyages spatiaux :
1. Au stade actuel de la science et de la technique, il est probable de construire des machines capables de s'élever au-delà de l'atmosphère terrestre[3].
2. Avec des perfectionnements, ces machines pourraient atteindre des vitesses suffisantes pour échapper à la gravité terrestre.
3. Ces machines pourraient être conçues pour transporter des êtres humains.
4. Sous certaines conditions économiques, leur construction pourrait devenir rentable, notamment pour des applications comme les stations spatiales ou les miroirs orbitaux.

Oberth y développe également des concepts novateurs, tels que les fusées à étages multiples et l'utilisation de carburants liquides (comme l'oxygène liquide et l'hydrogène). Il inclut des calculs mathématiques détaillés, accompagnés de trois planches lithographiées pliantes illustrant ses idées. Le livre aborde aussi les effets physiologiques potentiels des voyages spatiaux sur le corps humain, basés sur des expériences personnelles d'Oberth simulant la apesanteur.

## Réception et influence
À sa sortie, *Die Rakete zu den Planetenräumen* suscite des réactions contrastées : certains y voient une œuvre visionnaire, d'autres une pure spéculation. Cependant, son impact est indéniable. Il inspire une génération de pionniers de l'astronautique, notamment Wernher von Braun, qui deviendra un acteur clé du programme spatial américain. Publié en pleine période de l'entre-deux-guerres, le livre contribue à l'engouement pour les fusées en Allemagne, notamment au sein de la *Verein für Raumschiffahrt* (Société pour les voyages spatiaux), dont Oberth devient une figure centrale.
L'ouvrage est réédité à plusieurs reprises, notamment en 1925, et une version augmentée, intitulée *Wege zur Raumschiffahrt* (« Voies vers la navigation spatiale »), paraît en 1929. Il est aujourd'hui reconnu comme un classique de la littérature scientifique sur l'espace.

## Postérité
Les idées d'Oberth, bien que théoriques à l'époque, se concrétisent au fil du XXe siècle. Les fusées à étages multiples, les stations orbitales et les carburants liquides qu'il décrit préfigurent les technologies utilisées dans des programmes comme Apollo ou les lanceurs modernes. L'« effet Oberth », une stratégie d'optimisation de la propulsion en orbite, porte son nom en hommage à ses calculs.